# Donnie Moore
Donnie Ray Moore (Lubbock, Texas, 13 de fevereiro de 1954 - Anaheim, 18 de julho de 1989) foi um jogador profissional de beisebol estadunidense, que atuou por vários clubes, dentre eles, o Chicago Cubs. Em 1989, após uma discussão com sua esposa Tonya, Donnie suicidiou-se com um tiro.